# Something Better
A Something Better (magyarul: Valami jobb) egy dal, amely Finnországot képviselte a 2014-es Eurovíziós Dalfesztiválon, Koppenhágában. A dalt a finn Softengine rockzenekar adta elő angol nyelven.
A dal a 2014. február 1-én rendezett 8 fős finn nemzeti döntőben, a Uuden Musiikin Kilpailun nyerte el az indulás jogát, ahol a zsűri és a nézői szavazatok együttese alakította ki a végeredményt.
A dalt a dalfesztiválon először a május 8-i második elődöntőben adták elő, fellépési sorrendben nyolcadikként a litván Vilija Matačiūnaitė Attention című dala után, az ír Can-linn és Kasey Smith Heartbeat című dala előtt. A szavazás során 97 pontot szerzett, ami a 3. helyet jelentette az elődöntőben, így továbbjutottak.
A május 10-én rendezett döntőben fellépési sorrendben tizennyolcadikként adták elő a szlovén Tinkara Kovač Round and Round című dala után, és a spanyol Ruth Lorenzo Dancing in the Rain című dala előtt. A szavazás során 72 ponttal a 11. helyen végzett, ami a Lordi 2006-os győzelme óta Finnország legjobb eredménye.

## Külső hivatkozások
- Dalszöveg
- A Something Better című dal előadása a finn nemzeti döntőben
- A dal első próbája a koppenhágai arénában
- A dal második próbája a koppenhágai arénában
- A dal előadása az Eurovíziós Dalfesztivál második elődöntőjében